# Chimarra dommeli
Chimarra dommeli là một loài Trichoptera hóa thạch trong họ Philopotamidae.